# Дешёфи
Дешёффи (венг. Dessewffy) — старинный венгерский дворянский род, получивший в 1775 г. графское достоинство.
- Граф Аврелий Дешёффи (1808—1842) был вождём консервативной партии на сеймах и в журналистике (en:Aurél Dessewffy).
- Брат его, гр. Эмилий Дешёффи (1814—1866), сначала также принадлежал к числу консерваторов и во время революции 1848 г. удалился в частную жизнь. После падения венгерской независимости несколько раз обращался к императору с ходатайством о восстановлении прежних венгерских учреждений. Позже примкнул к партии Деака. Был президентом Венгерской академии наук (en:Emil Dessewffy).
- Брат предыдущих, гр. Марцелл Дешёффи, (1813—1886); приобрел известность сочинением: «Der politischsoziale Radikalismus der Neuzeit» (Вена, 1851) (hu:Dessewffy Marcel).